# Prochoerodes germaini
Prochoerodes germaini är en fjärilsart som beskrevs av Charles Oberthür 1911. Prochoerodes germaini ingår i släktet Prochoerodes och familjen mätare. Inga underarter finns listade i Catalogue of Life.